# Едмонтон Елкс
«Едмонтон Елкс» (англ. Edmonton Elks), заснована у 1949 році, професійна команда з Канадського футболу розташована в місті Едмонтон в провінції Альберта. Команда є членом Західного Дивізіону, Канадської Футбольної ліги.
Домашнім полем для клубу є Стадіон Співдружності.

## Історія
Клуб заснований у 1949 році під назвою «Едмонтон Ескімос» (англ. Edmonton Eskimos). «Ескімос» став одними з найуспішніших клубів КФЛ і завойовували Кубок Грея 14 разів, включаючи три рази поспіль з 1954 до 1956 року, п'ять разів поспіль з 1978 до 1982 року. Востаннє команда стала переможцем КФЛ у 2015 році.
«Ескімос» належить рекорд Північно-американських спортивних ліг: команда 34 рази поспіль з 1972 по 2005 роки виходила в ігри плей-оф. Також клуб став рекордсменом ліги за кількістю чемпіонських титулів у дивізіоні сучасності — 23 раз.
У 2010-х і 2020-х роках північноамериканські спортивні команди почали розглядати використання назв та зображень корінних народів у назвах команд як культурно нечутливе. Термін ескімос став вважатись образливим терміном для інуїтів. 1 червня 2021 року було офіційно оголошено, що нова назва команди буде «Едмонтон Елкс». Цю назву використовував інший футбольний клуб з Едмонтона у 1922 році.

## Статистики
Перемог в Кубку Грея: 14 — 1954, 1955, 1956, 1975, 1978, 1979, 1980, 1981, 1982, 1987, 1993, 2003, 2005, 2015